# Andrés Echevarría
Andrés Echevarría (Melo, Cerro Largo, Uruguay, 26 de noviembre de 1964) es un poeta, ensayista y dramaturgo uruguayo.

## Biografía
Nació en Melo, departamento de Cerro Largo, y se trasladó a Montevideo en su adolescencia. Poeta, dramaturgo e investigador literario, miembro de la Academia Nacional de Letras de Uruguay. Entre otras distinciones obtuvo el Premio Onetti (Municipal), el Segundo premio del Ministerio de Educación y Cultura (Premio Nacional), así como las declaraciones de Hijo adoptivo y Huésped ilustre de Santiago de Chuco (Perú). Sus poemas y ensayos figuran en diversas antologías y revistas literarias de su país y del extranjero. Realizó la curaduría para la exposición Juana, escándalo en la luz del CCE en el 2009, presidió el comité organizador del Congreso Internacional Vallejo Siempre 2016 en Montevideo e inauguró el congreso «Un mundo ancho pero ajeno: cincuenta años de la desaparición de Ciro Alegría» realizado en Lima en el 2017; ha participado como invitado en numerosos festivales y congresos internacionales. Ha sido jurado del Premio Nacional en varias oportunidades.

## Obras

### Poesía
- Manifiesto de un bosque (2025)
- Lamer la luz de un jardín (2022)
- El animal inútil (2020)
- Hotel de solitarios vodeviles (2017)
- Teatro y poesía (2016)
- Anatomía de lo aparente (2015)
- La sombra quieta de la letra F (2012)
- Origami (2012)
- La plaza del Ángelus (2011)[1]
- La sombra de las horas (2009)
- Señales elementales (Artefato, 2006)

### Narrativa
- Los árboles de piedra (2008)

### Teatro
- Teatro y poesía (2016)
- Cuando la luna vuelve a su casa (2012)
- El re dio la nota (1998)
- ZZZZZ... (1995)
- Sonorama (1994)
- Homenaje al espejo (1993)
- La Historia en dos cuerpos (1992)

### Ensayos, como antólogo, etc.
- Las lenguas de diamante, de Juana de Ibarbourou (2019, edición y prólogo. ANEP - UTU)
- Las lenguas de diamante, de Juana de Ibarbourou (2019, edición 100 aniversario codirigida. Ed. Estuario)
- Antología Ecuador - Uruguay Clásicos de la narrativa ecuatoriana - uruguaya (2018, coedición con Raúl Serrano. ANEP -UTU)
- Jazmín de medianoche y mediodía (2016, coautoría)
- Vallejo 2016. Actas del Congreso Internacional Vallejo Siempre (2016, coedición con Gladys Flores Heredia)
- Los heraldos negros de César Vallejo (2016, edición y prólogo)
- Cartas de César Vallejo a Pablo Abril de Vivero (2013, edición y prólogo)
- Perdida y La Pasajera (2013, coautoría)
- Prosas de Juana de Ibarbourou (2013, coautoría)
- Camposecreto de Carlos Rodríguez Pintos, Colección de Clásicos Uruguayos (2012, prólogo)
- Obra Final de Juana de Ibarbourou (2012, coautoría)
- Perdida, La Pasajera y otras páginas (2011, coautoría)
- Jules Laforgue, Los Lamentos (2010, edición bilingüe y prologada)[2]
- Rapsodia de Juana de Ibarbourou (2009, coautoría)[3]
- Una mirada sobre Juana de Ibarbourou, Jorge Arbeleche (2009, prólogo, entrevista y compilación)
- Las lenguas de diamante, de Juana de Ibarbourou (2009, edición crítica codirigida)
- Juana, escándalo en la luz (2009, libro-catálogo de la exposición homónima, coautoría)
- Pasión y poesía de Jules Laforgue (2006)
- Entrevista con el arte uruguayo (2005)

## Premios
- 2022, Integró la terna en poesía para el Premio Bartolomé Hidalgo en la Feria Internacional del Libro de Montevideo con Lamer la luz de un jardín
- 2021, Mención en el Premio Nacional de Literatura por El animal inútil
- 2018, Placa Sol Vallejo, Perú
- 2017, Distinción Hijo Adoptivo de Santiago de Chuco. Santiago de Chuco, Perú
- 2016, Segundo Premio en el Premio Nacional de Literatura por La acrobacia del silencio
- 2016, Primera Mención en el Concurso Onetti por Argonautas
- 2015, Mención en el Premio Nacional de Literatura por Apuntes de una ciudad sin nombre (2015)
- 2015, Integró la terna en poesía para el Premio Bartolomé Hidalgo en la Feria Internacional del Libro de Montevideo con Anatomía de lo aparente
- 2015, Distinción César Dávila Andrade a la trayectoria
- 2015, Laurel Trilce de Oro. Santiago de Chuco, Perú
- 2014, Mención en el Premio Nacional de Literatura por La sombra quieta de la letra F
- 2014, Huésped ilustre, Municipalidad de Santiago de Chuco, Perú
- 2013, Mención especial en el Concurso Onetti por Eros gramatical
- 2011, Primer premio en el Concurso Onetti por Cuando la luna vuelve a su casa.[4]
- 2009, Mención Los Monegal por Maramonte
- 2008, Mención en el Premio Nacional de Literatura por Señales Elementales
- 2008, Premio Zavala Muniz por Los árboles de piedra
- 2006, Premio Zavala Muniz por Pasión y poesía de Jules Laforgue
- 1992, Primer Premio II Encuentro de Teatro de Jóvenes, IMM